# Oeonia curvata
Oeonia curvata är en orkidéart som beskrevs av Jean Marie Bosser. Oeonia curvata ingår i släktet Oeonia och familjen orkidéer. Inga underarter finns listade i Catalogue of Life.